# Dentición

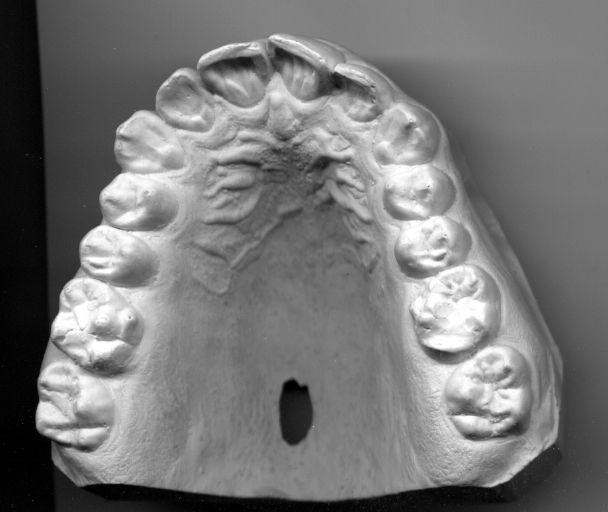
Disposición de los dientes en un maxilar humano. Se observan dos de los tres molares de cada lado.

Se llama dentición, en general, al desarrollo de los dientes y a su disposición en la boca; y en particular, a la disposición de los dientes, los tipos de ellos y las cantidades de cada tipo y la total que son característicos de una especie determinada a una edad determinada. O, lo que es lo mismo, la cantidad, el tipo o los tipos y la morfofisiología de los dientes de un animal.
Los mamíferos son la única clase de  vertebrados en la que está generalizado el hecho de que un animal pueda tener dientes de distinta forma y de distinto tamaño: incisivos, caninos, premolares y molares. Este rasgo se conoce como heterodoncia, y al animal que lo presenta se lo califica como heterodonto. 
En oposición, se llama homodoncia al rasgo consistente en tener sólo dientes de la misma forma y del mismo tamaño, y homodonto al animal que lo presenta.
Con la excepción de algunos taxones supraespecíficos, los mamíferos presentan difiodoncia: durante su desarrollo, tienen primero una dentición decidua (dientes de leche) y después una dentición permanente que va sustituyendo de manera gradual a la primera. Se dice de los animales a los que les corresponde esta característica que son difiodontes. En oposición, se dice que presentan monofiodoncia aquellos animales cuya dentición es la misma durante toda su vida, y se dice de ellos que son monofiodontos. De aquellos otros cuya dentición va cambiando repetidamente a lo largo de su vida se dice que son polifiodontos (o que presentan polifiodoncia).
En los mamíferos, además, todos los miembros de una misma especie (y hasta de un taxón de categoría superior a la de especie) presentan generalmente una cantidad fija de dientes en el estadio adulto, de manera que el estudio de la dentición supone un procedimiento útil para la identificación de los fósiles y para el desentrañamiento de las relaciones sistemáticas entre
los mamíferos vivientes.

## Introducción
La dentición de los vertebrados tiene su origen en un pliegue de la coraza de los placodermos que mediante la evolución se transformó en la característica de los peces, los anfibios y los reptiles: un arco largo de dientes iguales (homodontes) que son agudos o tienen los bordes afilados. La dentición de los mamíferos responde a un patrón diferente: los dientes del maxilar y de la mandíbula han sufrido una evolución conjunta de tal manera que operan como una unidad de cierre.

« Las superficies de masticación están constituidas de tal forma que los dientes maxilares y los mandibulares se ajustan perfectamente en el cierre para cortar, desgarrar, aplastar, triturar y moler el alimento.»

Salvo los monotremas, los xenartros, los pangolines y los cetáceos, los mamíferos actuales tienen hasta cuatro tipos distintos de dientes, y hay una cantidad máxima de los de cada tipo: son los incisivos, los caninos, los premolares y los molares.
Los incisivos ocupan los frente de los arcos dentarios maxilar y mandibular. Suelen ser dientes aplanados, con forma de cincel, que se encuentran borde con borde en la mordida. Su función es cortar, tajar o roer el alimento para hacerlo pedazos aptos para la masticación. 
Los caninos, situados inmediatamente a los lados de los incisivos, en muchos casos son puntiagudos, tienen forma de colmillo y se proyectan más allá del nivel de los otros dientes. En los carnívoros, son básicamente armas ofensivas que sirven para abatir a la presa. En otros casos, como en los de algunos primates, se emplean para cascar los alimentos duros.
Los premolares y los molares están en los lados de la boca. Según de qué mamífero se trate y según cuál sea su alimentación, estas dos clases de dientes servirán para aplastar, triturar o moler.
Los grupos de dientes de los distintos tipos se hallan en el mismo orden en todos los mamíferos que los poseen.
En muchas grupos de especies, las crías presentan una dentición que va cayéndose y va siendo reemplazada por la dentición definitiva propia de los adultos. Esa dentición de las crías recibe el nombre de dentición primaria, dentición decidua o dientes de leche. La definitiva recibe el nombre de dentición permanente. Los animales que presentan esta característica son calificados como difiodontes; y el fenómeno, como difiodoncia. La fórmula dentaria correspondiente a los dientes de leche suele ser igual que la que corresponde a los definitivos, pero con ausencia de molares.

## Empleo en la arqueología de los conocimientos sobre dentición
El estudio de la dentición es un importante área de estudio en el campo de la arqueología, sobre todo en aquella especializada en restos antiguos. El estudio de la dentición tiene muchas ventajas con respecto al estudio del resto del esqueleto: la estructura y la disposición de los dientes humanos es constante, y, aunque son heredadas, no experimentan  muchas transformaciones durante los cambios ambientales, la especialización trófica ni la alteración en los patrones de uso. El resto del esqueleto es más dado a presentar cambios adaptativos. Además, los dientes se conservan mejor que los huesos, de manera que el conjunto de piezas a disposición de los arqueólogos es mucho mayor y, por tanto, más representativo.
El estudio de la dentición resulta particularmente útil a la hora de rastrear las migraciones de las poblaciones antiguas, ya que, aunque todos los humanos adultos tienen los mismos 32 dientes, se dan pequeñas diferencias en la forma de los incisivos y en la cantidad de surcos de los molares, y cúspides adicionales en algunas piezas concretas. Estas diferencias no sólo pueden ser indicios de distintas poblaciones en una misma área, sino también de cambios ocurridos a lo largo del tiempo, de manera que su estudio puede servir para determinar de qué poblaciones se trate y a qué momentos de su historia correspondan esos restos.